# 第32師団 (日本軍)
第32師団（だいさんじゅうにしだん）は、大日本帝国陸軍の師団の一つ。

## 沿革
日中戦争が泥沼化するなかで、占領地の警備や治安維持を目的として1939年（昭和14年）2月7日に新設された師団の一つである。（同目的で、同時に第33師団・第34師団・第35師団・第36師団・第37師団が新設されている。また同年6月30日には第38師団・第39師団・第40師団・第41師団が新設された。）
編成後第12軍隷下山西省に在って、ほかの治安師団と同様に1939年夏以降に行われたさまざまな治安作戦に参加する。
太平洋戦争開戦後も第12軍隷下にあり山西省に駐屯していたが、1944年（昭和19年）4月にフィリピン南部ミンダナオ島に駐屯することになり、第14軍に編入された。しかし、間もなく派遣先はハルマヘラ島に変更になった。竹一船団によって輸送されたが、途中で輸送船が潜水艦によって沈められ、多数の兵員が海没するなどの損害を受けた。5月中旬にハルマヘラ島に上陸し、第2軍隷下、連合国軍の上陸に備え、隣接するモロタイ島での戦闘が起きると一部を逆上陸部隊として派遣した。だが、ハルマヘラ島には連合国軍の上陸が無かったため師団主力はハルマヘラ島の守備を固めつつ終戦を迎えた。

## 師団概要

### 歴代師団長
- 木村兵太郎 中将：1939年（昭和14年）3月9日 - 1940年（昭和15年）10月22日
- 井出鉄蔵 中将：1940年（昭和15年）10月22日 - 1942年（昭和17年）10月8日
- 石井嘉穂 中将：1942年（昭和17年）10月8日 - 終戦

### 歴代参謀長
- 当山弘道 大佐：1939年（昭和14年）3月9日 - 1940年12月2日[1]
- 浜田寿栄雄 大佐：1940年（昭和15年）12月2日 - 1942年2月9日[2]
- 吉田栄治郎 大佐：1942年（昭和17年）2月9日 - 1944年8月21日戦死[3]
- 星野一夫 大佐：1944年（昭和19年）8月30日 - 終戦[4]

### 最終所属部隊
- 歩兵第210連隊（甲府）：松永英夫大佐
- 歩兵第211連隊（東京）：三吉悌一中佐
- 歩兵第212連隊（佐倉）：土師正義中佐
- 野砲兵第32連隊：三田村佐一大佐
- 工兵第32連隊：佐藤武志大佐
- 輜重兵第32連隊：中川千代吉大佐
- 第32師団通信隊：加藤紫朗少佐
- 第32師団兵器勤務隊：西村安一大尉
- 第32師団衛生隊：木場茂大佐
- 第32師団第1野戦病院：小菅俊平軍医少佐
- 第32師団病馬廠：阿部国人獣医中尉